# Makilingaye
Makilingaye (ou Makalingay, Makalingai, Makelinguei, Makilingai) est un canton et une chefferie du Cameroun dans l'arrondissement de Tokombéré, le département du Mayo-Sava et la Région de l'Extrême-Nord, à proximité de la frontière avec le Nigeria. 

## Population
En 1966-1967 la localité comptait 605 habitants, des Mandara, des Zoulgo, des Molkoa et des Banana. À cette date elle disposait d'une école publique à cycle complet, d'un marché hebdomadaire le samedi, ainsi que d'un marché de coton et d'un marché d'arachide.
Lors du recensement de 2005, 22 576 personnes ont été dénombrées dans le canton et 1 631 dans la chefferie du même nom.

## Éducation
Makilingaye est doté d'un collège public général (CES).